# Ana Martins
Ana Martins (sinh ngày 26 tháng 3 năm 1972) là một vận động viên bơi lội người Angola. Bà đã tham gia hai nội dung tại Thế vận hội Mùa hè 1988.